# Phare Storojenski
Le phare Storojenski ou phare de Storojno (ski est un suffixe marquant le génitif en russe) (en russe : Стороженский маяк) est un phare situé à Storojno, petit village au bord du lac Ladoga en Russie. Le village de Storojno dépend du raïon de Volkhov dans l'oblast de Léningrad.
D'une hauteur de 71 m, c'est le septième plus haut phare traditionnel du monde.